# Vittorio Mero
Vittorio Mero (Vercelli, 21 maggio 1974 – Rovato, 23 gennaio 2002) è stato un calciatore italiano, di ruolo difensore.

## Biografia
Mero morì il 23 gennaio 2002 all'età di 27 anni in un incidente stradale a bordo della sua autovettura lungo l'autostrada A4 all'altezza di Cazzago San Martino, tra i caselli di Ospitaletto e Rovato in direzione Venezia, mentre tornava dalla famiglia a Nave, essendo squalificato per l'incontro valevole per la semifinale di Coppa Italia Parma-Brescia che si doveva giocare alle 17:30 dello stesso giorno allo stadio Tardini di Parma.
L'annuncio della sua morte fu dato ai giocatori in campo solo pochi minuti prima del calcio d'inizio della partita, nonostante tifosi e società fossero già a conoscenza dell'accaduto. Roberto Baggio, capitano della squadra lombarda, abbandonò immediatamente il campo in lacrime, seguito dai compagni, e la gara fu rinviata a fine gennaio.
Il Brescia in sua memoria ha ritirato la maglia numero 13.

## Carriera

### Club
Iniziò la carriera calcistica tra i dilettanti della Pro Belvedere e nella stagione 1991-1992 esordì nei professionisti in Serie C2 a 17 anni con la maglia del Casale, passò poi al Parma, con il quale partecipò al campionato primavera, che a sua volta lo passò al Crevalcore in C2 dove vinse il campionato nel 1993-94.
Nel 1995 venne acquistato dal Ravenna, con cui disputò tre stagioni conquistando una promozione in Serie B.
Nella stagione 1998-99 approdò a Brescia e vi rimase per quattro stagioni, conquistando la promozione in Serie A nel 1999-00, con una parentesi alla Ternana nella stagione 2000-01. Nella stagione seguente ritorna a Brescia e partecipa alla Coppa Intertoto come capitano dei biancoblu, arrivando fino alla finale, giocata nel prestigioso Parco dei Principi di Parigi contro il Paris Saint-Germain. Proprio nel periodo nella squadra lombarda, l'allenatore Nedo Sonetti gli diede il soprannome di Sceriffo, per l'impegno e la serietà in campo e negli allenamenti.

## Memoria
Il Ravenna calcio ha dedicato a Vittorio Mero la curva dei tifosi locali. Ad ogni partita è vivo il suo ricordo: viene incitato il suo nome; ogni anno nella ricorrenza della sua scomparsa viene deposto ai piedi della curva intitolata a lui dedicata, un mazzo di fiori in presenza della famiglia.
In suo onore il comune di Brescia ha indetto un torneo per le scuole superiori di Brescia e provincia, sia maschile che femminile; nonostante il crescente numero di squadre iscritte, anno dopo anno, nel 2008 il torneo è stato sospeso per "mancanza di fondi".

## Palmarès
- Campionato italiano di Serie C2: 1

Crevalcore: 1993-1994
- Serie C1: 1

Ravenna: 1995-1996